# 宝岛套叶兰
宝岛套叶兰（学名：Hippeophyllum pumilum）为兰科套叶兰属下的一个种。

## 扩展阅读
- 維基物種上的相關：宝岛套叶兰